# Ludwig Buckert
Philipp Ludwig Buckert (* 27. April 1796 in Fürstenberg; † 28. Januar 1855 ebenda) war ein deutscher Pfennigmeister, Bürgermeister und Politiker.

## Leben
Buckert war der Sohn des Kirchenprovisors Johann Henrich Bucker(t) (* 27. Februar 1773 in Fürstenberg; † 3. März 1811 ebenda) und dessen Ehefrau Catharina Wilhelmine geborene Damer (* 12. März 1770 in Fürstenberg; † 1. Januar 1828 ebenda). Sowohl der Großvater väterlicherseits (Johann Philipp Wilhelm Bucker(t) (* 27. November 1730 in Fürstenberg; † 21. Oktober 1798 ebenda)) als auch mütterlicherseits (Johann Christoph Ludwig Damer (* 14. August 1748 in Fürstenberg; † 7. März 1808 ebenda)) waren Bürgermeister der Stadt Fürstenberg gewesen.
Er war evangelisch und heiratete am 19. Mai 1822 in Fürstenberg Sophie Catharina Mitze (* 8. Februar 1802 in Fürstenberg; † 12. Dezember 1879 ebenda), die Tochter des Bürgermeisters und Landstandes Friedrich Mitze und der Christiane Elisabeth Bilger (Pilger).
Buckert war Pfennigmeister und von Herbst 1838 bis Herbst 1840 sowie erneut von 1851 bis 1853 Bürgermeister der Stadt Fürstenberg. Als solcher war er vom 6. Januar 1838 bis zum 23. Dezember 1840 Mitglied des Landstandes des Fürstentums Waldeck.